# Sami Al-Joundi
 (novembre 2024).
Si vous disposez d'ouvrages ou d'articles de référence ou si vous connaissez des sites web de qualité traitant du thème abordé ici, merci de compléter l'article en donnant les références utiles à sa vérifiabilité et en les liant à la section « Notes et références ».
En pratique : Quelles sources sont attendues ? Comment ajouter mes sources ?
Sami Al-Joundi (سامي الجندي ; 15 décembre 1921 - 14 décembre 1995) est un homme politique baasiste syrien, et un partisan de Michel Aflak.

## Biographie
Né à Salamyeh, en Syrie, au sein d'une famille d'érudits, il suit des études pour devenir dentiste à l'université de Damas et obtient son diplôme en 1944. Initialement séduit par le nationalisme arabe de Zaki al-Arsouzi, il rejoint le parti Baas de Michel Aflak et de Salah Eddine Bitar en 1947. Dans les années 1950, il se joint au mouvement nationaliste arabe de Gamal Abdel Nasser, qui le nomme directeur de l'information et de la propagande après que l'Égypte et la Syrie ont fusionné, formant la République arabe unie en 1958. À la suite du coup d'État syrien qui amena au pouvoir Nassim Al-Qudsi en 1961, Joundi perd son poste, mais à la faveur du coup d'État de 1963 il devient ministre de l'Information du cabinet de Salah Eddine Bitar. Il a aussi assuré la fonction de porte-parole du Comité national du Commandement révolutionnaire ayant réalisé ce coup.
Ce même comité nomme ensuite Joundi au poste de Premier ministre, le chargeant de former un cabinet neutre le 11 mai 1963, afin de complaire aux deux camps baasistes et nassériens qui s'opposent, mais il échoue et doit démissionner deux jours plus tard. Il occupe les postes de ministre de l'Information et de la Culture au sein du second cabinet de Salah Eddine Bitar, puis demeure au sein du gouvernement sous la présidence d'Amine al-Hafez jusqu'en octobre 1964. Cette même année, il devient ambassadeur en France.
Emprisonné quelque temps en Syrie en 1969, Joundi, dont la famille est persécutée par le pouvoir syrien, se retire ensuite à Beyrouth pour écrire ses mémoires. Après l'invasion israélienne du Liban en 1982, il rentre en Syrie pour y travailler comme dentiste, cessant toute activité politique.

## Œuvres
- Arab wa Yahud [Arabes et Juifs], Beyrouth, 1968.
- Le drame palestinien. Pour sortir de l'impasse, Paris, Fayard, 1969.
- Sadiqi Ilyas [Mon ami Ilyas], Beyrouth, 1969.
- Al Ba`th [Le Baas], Beyrouth, 1969.
- Athadda wa Attahim [Je défie et j'accuse], Beyrouth, 1969.